# Kanton Bain-de-Bretagne
Kanton Bain-de-Bretagne (francouzsky Canton de Bain-de-Bretagne) je francouzský kanton v departementu Ille-et-Vilaine v regionu Bretaň. Tvoří ho devět obcí.

## Obce kantonu
- Bain-de-Bretagne
- Crevin
- Ercé-en-Lamée
- Messac
- La Noë-Blanche
- Pancé
- Pléchâtel
- Poligné
- Teillay